# Río Vega
El río Vega es un río del norte de la península ibérica que discurre por el Concejo de Grado (Asturias, España), y desemboca en el río Cubia, afluente del río Nalón. 

## Curso
Este río nace en Villahizoy, parroquia de Restiello, discurre por La Vega y Restiello (Restiello), Villandás, Vio del Pedrouco, Seaza, Puente de Seaza y La Fueja (Santa María de Villandás) y El Lobio (Pereda). Desemboca finalmente en el río Cubia en San Pedro (Rodiles)